# Всеобщие выборы в Уганде (2021)
Всеобщие выборы в Уганде проходили 14 января 2021 года. На них избирались президент и депутаты парламента. Президент Йовери Мусевени, находящийся у власти с 1986 года, вновь баллотировался на президентских выборах и был переизбран на новый срок.

## Избирательная система
Президент Уганды избирается абсолютным большинством голосов в два тура. При получении кандидатом более 50 % в первом туре второй тур не проводится. Согласно пункту 142 «Акта о президентских выборах» от 2000 года кандидат в президенты должен быть гражданином Уганды по рождению, возрастом от 35 до 75 лет и должен быть квалифицированным для члена парламента. Кандидат должен быть в хорошем психическом состоянии и не иметь связей в Избирательной комиссии Уганды. В 2005 году было снято ограничение на количество сроков у власти. В 2017 году было снято ограничение в 75 лет как максимальный возраст для кандидата. Выборы проводятся под контролем Избирательной комиссии Уганды.
Члены парламента избираются по одномандатным округам по системе относительного большинства. Определённое количество мест зарезервировано за женщинами. В 2016 году количество мест парламента было увеличено до 418.

## Предвыборная обстановка
После свержения авторитарного режима Милтона Оботе в 1986 году, пришедший к власти президент Йовери Мусевени баллотируется уже на шестой срок в качестве главы страны. После отмены ограничения в два срока на основании поправки к Конституции в 2005 году, Мусевени сделал то же самое с возрастным ограничением в 75 лет в 2017 году. Он был назначен кандидатом от своей партии Движение национального сопротивления 28 июля 2020 года.

## Кандидаты
Было зарегистрировано 11 кандидатов в президенты:
1. Йовери Кагута Мусевени, Движение национального сопротивления
2. Боби Вайн, Платформа национального единства[12]
3. Джон Катумба, независимый
4. Вилли Майямбала, независимый
5. Фред Мвесиги, независимый
6. Генри Тумукунде, независимый
7. Джозеф Кабулета, независимый
8. Нанси Калембе, независимый
9. Патрик Обои Амуриат, Форум за демократические изменения
10. Мугиша Мунту, Альянс за национальное преобразование
11. Норберт Мао, Демократическая партия

## Предвыборная кампания
Предвыборная кампания была остановлена властями в Мбарара, Кабароле, Луверо, Касесе, Масака, Вакисо, Джинджа, Калунгу, Казо, Кампала и Тороро 26 декабря 2020 года. Правительство заявило, что это было направлено на предотвращение распространения пандемии COVID-19 в Уганде, но критики заявили, что это произошло из-за популярности оппозиции в этих областях. Ранее собрания жителей были ограничены до 200 человек.
Европейский союз заявил, что не будет направлять наблюдателей за выборами, поскольку предыдущие рекомендации миссии были проигнорированы.
Депутат и певец Роберт Киагуланьи Ссентаму — под своим сценическим псевдонимом Боби Вайн — который стал представителем молодёжи Уганды и главным оппонентом Мусевени, был арестован 18 ноября 2020 года, на следующий день после того, как его кандидатура была выдвинута под предлогом нарушения рекомендаций по охране здоровья против распространения пандемии COVID-19. Его арест спровоцировал крупные антиправительственные демонстрации, в результате подавления которых погибло несколько десятков человек.

## Результаты

### Президентские выборы
| Кандидат                             | Кандидат                             | Партия                                | Голоса     | %      |
| ------------------------------------ | ------------------------------------ | ------------------------------------- | ---------- | ------ |
|                                      | Йовери Мусевени                      | Движение национального сопротивления  | 5 851 037  | 58,64  |
|                                      | Боби Вайн                            | Платформа национального единства      | 3 475 298  | 34,83  |
|                                      | Патрик Амуриат Обои                  | Форум за демократические изменения    | 323 536    | 3,24   |
|                                      | Мугиша Мунту                         | Альянс за национальное преобразование | 65 334     | 0,65   |
|                                      | Норберт Мао                          | Демократическая партия                | 55 665     | 0,56   |
|                                      | Генри Тумукунде                      | Независимый                           | 50 141     | 0,50   |
|                                      | Джозеф Кабулета                      | Независимый                           | 44 300     | 0,44   |
|                                      | Нэнси Калембе                        | Независимый                           | 37 469     | 0,38   |
|                                      | Джон Катумба                         | Независимый                           | 35 983     | 0,36   |
|                                      | Фред Мвесигие                        | Независимый                           | 24 673     | 0,25   |
|                                      | Вилли Майянбала                      | Независимый                           | 14 657     | 0,15   |
| Всего                                | Всего                                | Всего                                 | 9 978 093  | 100,00 |
| Действительных бюллетеней            | Действительных бюллетеней            | Действительных бюллетеней             | 9 978 093  | 96,32  |
| Недействительных/пустых бюллетеней   | Недействительных/пустых бюллетеней   | Недействительных/пустых бюллетеней    | 381 386    | 3,68   |
| Всего голосов                        | Всего голосов                        | Всего голосов                         | 10 359 479 | 100    |
| Зарегистрированных избирателей/ Явка | Зарегистрированных избирателей/ Явка | Зарегистрированных избирателей/ Явка  | 18 103 603 | 57,22  |
| Источник: Daily Monitor              |                                      |                                       |            |        |

### Парламентские выборы
|        |                                        |            |            |            |            |         |         |           |            |       |  |  |  |  |
| Партия | Партия                                 | По округам | По округам | По округам | Женщины    | Женщины | Женщины | Места     | Места      | Места |  |  |  |  |
| Партия | Партия                                 | Голосов    | %          | Мест       | Голосов    | %       | Мест    | Назначены | Всего мест | +/-   |  |  |  |  |
|        | Движение национального сопротивления   | 4 158 934  | 41,60      | 218        | 4 532 814  | 44,81   | 101     | 17        | 336        | ▲ 42  |  |  |  |  |
|        | Платформа национального единства       | 1 347 929  | 13,48      | 43         | 1 607 425  | 15,89   | 14      | 0         | 57         | —     |  |  |  |  |
|        | Форум за демократические изменения     | 729 247    | 7,29       | 24         | 674 154    | 6,66    | 8       | 0         | 32         | ▼ 4   |  |  |  |  |
|        | Демократическая партия                 | 245 248    | 2,45       | 8          | 181 364    | 1,79    | 1       | 0         | 9          | ▼ 6   |  |  |  |  |
|        | Народный конгресс Уганды               | 180 313    | 1,80       | 7          | 229 884    | 2,27    | 2       | 0         | 9          | ▲ 3   |  |  |  |  |
|        | Альянс за национальное преобразование  | 72 018     | 0,72       | 0          | 82 318     | 0,81    | 0       | 0         | 0          | —     |  |  |  |  |
|        | Форум справедливости                   | 24 843     | 0,25       | 1          | 22 625     | 0,22    | 0       | 0         | 1          | ▲ 1   |  |  |  |  |
|        | Народная прогресссивная партия         | 10 076     | 0,10       | 1          | —          | —       | —       | 0         | 1          | ▲ 1   |  |  |  |  |
|        | Угандийская экономическая партия       | 6199       | 0,06       | 0          | —          | —       | —       | 0         | 0          | —     |  |  |  |  |
|        | Экологическая партия Уганды            | 4287       | 0,04       | 0          | —          | —       | —       | 0         | 0          | —     |  |  |  |  |
|        | Консервативная партия                  | 1071       | 0,01       | 0          | —          | —       | —       | 0         | 0          | ▬     |  |  |  |  |
|        | Социал-демократическая партия          | 719        | 0,01       | 0          | —          | —       | —       | 0         | 0          | ▬     |  |  |  |  |
|        | Форум целостности в лидерстве          | 122        | 0,00       | 0          | —          | —       | —       | 0         | 0          | —     |  |  |  |  |
|        | Организация волонтеров конгресс-службы | 68         | 0,00       | 0          | —          | —       | —       | 0         | 0          | —     |  |  |  |  |
|        | Независимые кандидаты                  | 3 217 480  | 32,18      | 51         | 2 785 676  | 27,54   | 20      | 3         | 74         | ▲ 8   |  |  |  |  |
|        | Народные силы обороны Уганды           | —          | —          | —          | —          | —       | —       | 10        | 10         | ▬     |  |  |  |  |
| Всего  | Всего                                  | 9 998 554  | 100,00     | 353        | 10 116 260 | 100,00  | 146     | 30        | 529        | ▲ 103 |  |  |  |  |